# 藤原公通
藤原 公通（ふじわら の きんみち）は、平安時代後期の公卿・歌人。藤原北家閑院流、権中納言・藤原通季の子。官位は正二位・権大納言。西園寺家2代とされる。閑院按察使と号す。藤大納言とも呼ばれた。

## 経歴
以下、『公卿補任』と『尊卑分脈』の内容に従って記述する。
- 保安3年（1122年）1月7日、叙爵。
- 大治2年（1127年）1月19日、丹波守に任ぜられる。同年11月15日には昇殿を許され、12月20日に侍従に任ぜられる。
- 大治3年（1128年）6月17日、父・通季が薨去。
- 天承元年（1131年）1月7日、従五位上に昇叙。
- 長承3年（1134年）2月24日、因幡守に任ぜられる。
- 保延元年（1136年）1月5日、正五位下に昇叙。同年12月26日、右少将に任ぜられる。
- 保延4年（1138年）1月7日、従四位下に昇叙。4月5日、少将は元の如しとされ、同月19日には再び昇殿を許される。
- 保延5年（1139年）10月26日、従四位上に昇叙。
- 保延6年（1140年）4月、因幡守を辞す。
- 永治元年（1141年）12月2日、右中将に任ぜられ、同月7日には新帝の昇殿を許される。さらに同月26日には正四位下に昇叙。
- 久安5年（1149年）7月28日、蔵人頭に補される。
- 久安6年（1150年）1月29日、参議に任ぜられる。
- 仁平元年（1151年）2月2日、備前権守を兼ねる。
- 久寿元年（1154年）1月5日、従三位に叙される。
- 保元元年（1156年）1月27日、美作権守を兼ねる。
- 保元2年（1157年）10月27日、権中納言に任ぜられる。
- 保元3年（1158年）1月13日、正三位に昇叙。8月10日、子・実宗を右少将に申任するために権中納言を辞した。
- 永暦元年（1160年）2月28日、権中納言に還任し、8月11日には中納言に転正した。
- 応保元年（1161年）9月13日、権大納言に任ぜられる。同年10月21日、従二位に昇叙。
- 応保2年（1162年）1月27日、按察使を兼ねる。同年5月22日、勅授帯剣を許される。
- 長寛2年（1164年）1月5日、正二位に昇叙。
- 仁安2年（1167年）2月11日、子・実仲を下総守に申任するため権大納言を辞した。按察使はそのままで本座を許される。
- 承安3年（1173年）9月9日、薨去。

早くに父を亡くしたため、若い頃の昇進が遅かったことがわかる。

## 逸話
子・実宗が藤原師長の弟子として琵琶の秘曲伝授に深く関わったことが記録に見えるが、公通も琵琶の伝承に関わった可能性がある。

## 『千載和歌集』初出歌人
公通は『千載和歌集』に作者名「按察使公通」として次の歌が選ばれている。勅撰和歌集初出である。
第三巻、夏歌 148番

仁和寺の親王のもとにて、郭公の歌五首よみ侍りける時よめる
- ほととぎす待つはひさしき夏の夜を寝ぬに明けぬとたれかいひけむ

なお、同じ夏歌の部に郭公を題材にした徳大寺実定の有名な歌も作者名「右大臣」として選ばれている。

## 系譜
- 父：藤原通季
- 母：藤原忠教女
- 妻：藤原通基女
  - 長男：藤原実宗（1145-1214） - 正二位内大臣
  - 次男：藤原実明（1153-1223） - 従二位参議
- 生母不明の子女
  - 男子：公性 - 仁和寺阿闍梨
  - 女子：藤原清通室